# Saint-Priest (Ardèche)
Saint-Priest é uma comuna francesa na região administrativa de Auvérnia-Ródano-Alpes, no departamento de Ardèche. Estende-se por uma área de 19,15 km². Em 2010 a comuna tinha 1 282 habitantes (densidade: 66,9 hab./km²).